# كارل ثيودور هارتفيغ
كارل ثيودور هارتفيغ (بالألمانية: Karl Theodor Hartweg)‏ (و. 1812 – 1871 م) هو عالم نبات ألماني، ولد في كارلسروه، توفي في شفتسينغن، عن عمر يناهز 59 عاماً.